# 昇栄
昇栄（しょうえい、Exaltation）は、人は最高位の救済を得て、神の臨在の中で永遠に生き、家族として存続し、神になり、世界を創造し、彼らが束ねる霊の子供を持つことができるという末日聖徒イエス・キリスト教会の会員の間の信念。教会の指導者たちは、神は全ての人類の昇栄を望んでおり、人間は「神の胚」であることを教えてきた。教会は、ローマの信徒への手紙8章17節と黙示録21章7節を引用して、昇栄によって信者はイエス・キリストとの共同相続人になることができると教えている。昇栄した者は神になると正典化された教義と聖約には記述されており、教会は1925年に「全ての男性と女性は普遍的な父と母に類似しており...[そして]何年にもわたる経験によって、神に進化する能力を持っている」と声明している。